# 칼 15세
칼 15세(스웨덴어: Karl XV, 1826년 5월 3일 ~ 1872년 9월 18일)는 스웨덴과 노르웨이의 국왕(재위: 1859년 7월 8일 ~ 1872년 9월 18일)이다. 노르웨이의 국왕 칼 4세(노르웨이어: Karl IV)에 해당한다.

## 생애
오스카르 1세와 로이히텐베르크의 조제핀의 장남으로 태어났으며, 그가 태어나자 칼 14세 요한이 그에게 스코네 공작 작위를 하사하였다. 장남이자 후계자였던 칼 오스카르 왕자가 태어난 지 2년 만에 죽어, 그의 사후 스웨덴과 노르웨이의 왕위는 동생이었던 오스카르 2세가 이어받는다.

## 업적
그의 통치 기간 동안에 왕실의 권력이 의회와 행정부가 권력을 늘리면서 상당히 축소된 걸로 알려졌다. 그의 성원을 즐기던 중요한 새 자유적 법안들은 상하 양원제 입법의 도입이었다. 당시 북유럽에서 유행하던 범스칸디나비아 주의를 지지했던 칼 15세는 1864년 슐레스비히홀슈타인 전쟁 중 덴마크를 위해 군대를 파견하기도 했다.

## 자식
칼 15세는 네덜란드의 루이제와의 사이에서 1남 1녀를 두었다.
- 루이세 공주 (1851-1926) - 덴마크의 프레데리크 8세와 혼인.
- 칼 오스카르 왕자(1852-1854)